# 桑墟镇
桑墟镇，是中华人民共和国江苏省宿迁市沭阳县下辖的一个乡镇级行政单位。
2021年3月2日，撤销桑墟镇、茆圩乡，设立新的桑墟镇。以原桑墟镇、茆圩乡的行政区域为新的桑墟镇行政区域。

## 行政区划
桑墟镇下辖以下地区：
桑墟社区、桑北社区、老庄社区、新顺河村、友谊河村、蔷薇河村、条河村、二兴村、元兴村、刘厅村、舒窑村、刘寨村和桑南村。